# José Tomás Ovalle
José Tomás Ovalle Bezanilla (Santiago, 1787 — Santiago, 21 de Março de 1831) foi um político chileno, presidente entre 1830 e 1831.
Foi eleito vice-presidente da República em 1830. Um mês e meio depois, o presidente Francisco Ruiz Tagle apresentou a renúncia por motivos de saúde, assumindo Ovalle (Março de 1830). Ovalle nomeou Diego Portales ao cargo dos ministérios das Relações Exteriores, Guerra e Marinha.
Sob seu mandato desenrolou-se a fase final da Guerra Civil iniciada em 1829, revertendo-se a vantagem inicial dos partidários de Ramón Freire na batalha de Lircay. 
Conforme foi avançando o ano 1830, o estado da saúde de Ovalle piorou devido à tuberculose. Por isso, em Março de 1831, quase um ano após assumir o governo, renunciou a presidência. Faleceu dia 21 de Março em Santiago.

## Ministros de Estado
| Ministério                     | Nome/Período                                                                                          |
| ------------------------------ | --- |
| Interior e Relações Exteriores | Mariano Egaña (1830) Diego Portales (1830-1831)                                                       |
| Guerra e Marinha               | Bartolomé Mujica (1830) Diego Portales (1830) José María de la Cruz (1830-1831) Diego Portales (1831) |
| Fazenda                        | Juan Francisco Meneses (1830) Manuel Rengifo (1830-1831)                                              |